# Île Rousseau (Großer Tiergarten)
Pour les articles homonymes, voir Île Rousseau (homonymie).
L’île Rousseau est une petite île ronde créée artificiellement au jardin paysager dans le plan d'eau du  Großer Tiergarten à Berlin. Elle est baptisée en l'honneur du philosophe franco-suisse Jean-Jacques Rousseau, à qui un pilier érigé sur l'île est également dédié.

## Géographie
L'île Rousseau se situe dans la zone du nouveau lot conçu en 1792, au sud-est du Großer Stern, à l'intersection approximative de la Großer Stern-Allee et de la Jungfernallee (également appelée Kleine Stern Allee). À environ 430 mètres en aval (est) se trouve la Luiseninsel.

## Histoire
Le jardinier royal Justus Ehrenreich Sello, qui avait déjà créé de nouvelles avenues dans l'ouest du Tiergarten, conçoit la première section du parc forestier baroque en 1792 comme un jardin à l’anglaise. Sello choisit un terrain inexploité auparavant. Un fossé de drainage est formé dans un long lac avec un rivage sinueux et une petite île. Une colline artificielle donne un bon aperçu du terrain. C'était l'une des parties les plus hautes du Großer Tiergarten.
L'île est dédiée à Jean-Jacques Rousseau vers 1797, pour son "retour à la nature". Elle est inspirée de l'île des Peupliers dans le parc d'Ermenonville, près de Paris, où reposait le sarcophage de Rousseau, décédé en 1778, sous des peupliers. En revanche, sur l'île Rousseau à Tiergarten, comme auparavant dans le parc de Wörlitz, une tombe symbolique avec une urne est érigée, probablement à l'origine en bois. Le lac devient une patinoire hivernale populaire de Berlin au XIXe siècle. Le monument à Rousseau original est perdu.
En 1835, Peter Joseph Lenné modifie la région autour de l'île Rousseau au cours de sa longue transformation du Tiergarten dans un style anglais. Il crée une longue descente vers le sud jusqu' à la Luiseninsel, un bras d’eau tiré depuis longtemps avec de nombreux virages et renflements, qui ressemble à un lac élargi. L'île Rousseau reçoit deux contreparties plus grandes. Dans cette zone, les sentiers de randonnée sont amenés très près du rivage afin de fournir de nombreux axes visuels sur la ceinture d'eau et sur les îles.
Lors du réaménagement du parc à la suite de la destruction de la Seconde Guerre mondiale, Willy Alverdes, directeur administratif du parc, accorde une attention particulière aux sentiers autour de l'île Rousseau dans les années 1950. On plante bon nombre de rhododendrons qui sont la marque du réaménagement sous la direction d'Alverdes. Près de l'île Rousseau, un monument est érigé depuis 1951, grâce auquel Berlin remercie les villes dont les dons d'arbres ont permis de replanter le Tiergarten au cours de cette période.
En 1987, une nouvelle colonne Rousseau est construite sur l'île pour remplacer la pierre tombale perdue du XIXe siècle par une urne. La conception de la colonne est réalisée par le sculpteur Günter Anlauf.